# Monte Graham

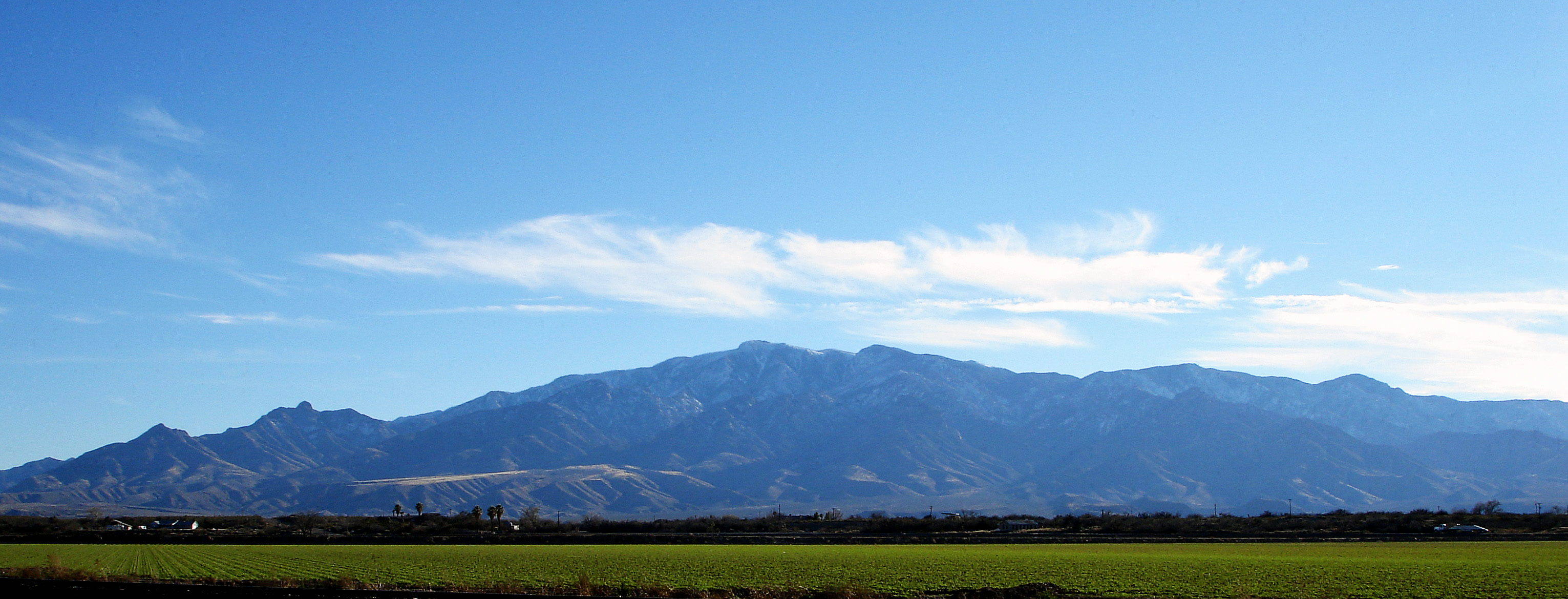
Monte Graham

Monte Graham es una montaña en el sureste de Arizona en los Estados Unidos, en el Bosque Nacional de Coronado. Es la montaña más alta de la sierra de los Pinaleños. Ya que la población local suele utilizar el nombre "Monte Graham" para referirse a todas las montañas Pinaleño, al pico mismo se refiere con frecuencia como "Pico Alto". La montaña llega a 10 720 pies (3267 m) de altura, siendo el punto más alto en el condado Graham. 
Las cumbres de Monte Graham son cabeceras de numerosos arroyos permanentes que atraviesan por cinco zonas botánicas principales. Situado entre el sur de las Montañas Rocosas y la Sierra Madre Occidental de México, y biológicamente aislado durante miles de años, las elevaciones más altas han proporcionado refugio para las poblaciones relictas de plantas y animales con estrategias de adaptación que tienen sus raíces en las condiciones ambientales de la era de hielo del Pleistoceno. De particular interés son rodales de las coníferas más viejas en el suroeste de EE. UU. y hábitats de especies amenazadas y en peligro de extinción, especialmente el ardilla roja de Monte Graham.
Situado cerca del límite norte de las tierras de los Chiricahuas y los márgenes sur del territorio de los Coyoteros, la montaña es una de las cuatro montañas más sagradas para los coyoteros y se considera sagrado para todos los pueblos nativos de la región. Dado que la determinación hecha por el encargado del Registro en el año 2002, Dził Nchaa Si An, como se le conoce en el lenguaje apache occidental, se ubica como el mayor y más amplio (~ 330,000 acres) de propiedad que aparecen en o formalmente elegible para el Registro Nacional de Lugares Históricos.
En 1993, se fundó el monasterio ortodoxo de San Paisio en la base de la montaña.
En 2009, el monte Graham se convirtió en el único lugar del mundo con cinco especies de truchas que viven en la montaña.

## Observatorio de Monte Graham

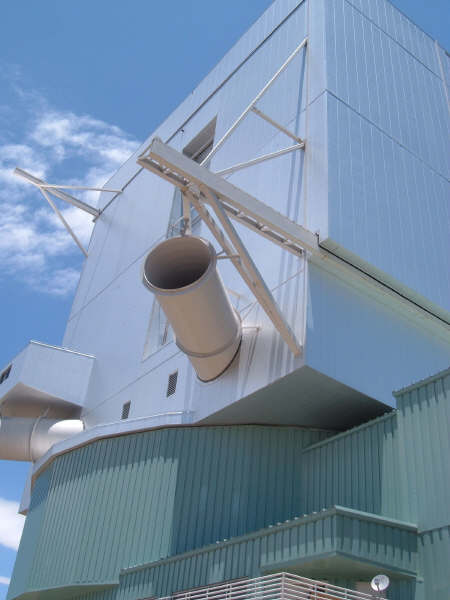
Gran telescopio binocular en Mount Graham.

En Monte Graham dispone de algunos de los cielos más limpios del mundo y por eso se ha instalado en él el Observatorio Internacional de Monte Graham, donde varias organizaciones religiosas como el Vaticano han creado grandes telescopios, el Telescopio Alice P. Lennon y su Instalación de Astrofísica Thomas J. Bannan, conocidos en conjunto como el Telescopio de Tecnología Avanzada del Vaticano, es un telescopio gregoriano que observa en el óptico e infrarrojo situado en el Monte Graham en el sureste de Arizona (Estados Unidos). Con 1,83 m (6 pies 0 pulgadas) de ancho, el telescopio logró su primera luz en 1993. en algunos observatorios independientes autorizados por una rara excepción congresional en tiempo de paz de las leyes medioambientales de EE. UU.
El Congreso de Estados Unidos autorizó la construcción de observatorios en la montaña en 1988, pero ha habido protestas de las cuatro tribus federalmente reconocidas de la Nación Apache Occidental y grupos de nativos americanos, que consideran que el sitio es sagrado. Los grupos ecologistas, entre ellos el Sierra Club, también se oponen al Observatorio Internacional de Monte Graham porque las elevaciones más altas son el último hábitat para la Ardilla Roja de Monte Graham.